# زمین‌لرزه ۲۰۰۷ نولسک
زمین‌لرزه نولسک در سال ۲۰۰۷ جزیره ساخالین در روسیه را تحت تأثیر قرار داد و باعث ایجاد سونامی در امتداد ساحل آن شد.

## محیط تکتونیکی
ساخالین در مرز صفحات اوراسیا و آمریکای شمالی واقع شده است، جایی که همگرایی مورب رخ می‌دهد. در قسمت جنوبی جزیره، نرخ همگرایی تخمینی ۷٫۵ میلیمتر (۰٫۳۰ اینچ) است. اینچ. سه سامانه گسل اصلی از این جزیره عبور می‌کنند؛ سامانه‌های ربون - مونرون، سامانه‌های غربی و مرکزی ساخالین. سامانه گسل غربی ساخالین از نظر لرزه‌خیزی فعال است و زمین‌لرزه‌هایی در سال ۱۹۰۷ در آن ثبت شده است.

## زمین‌لرزه
Mw  زمین‌لرزه به بزرگی ۶٫۲ در تاریخ ۲ اوت ساعت ۱۳:۳۷ به وقت محلی در سامانه گسل غرب ساخالین رخ داد. این بزرگ‌ترین زمین‌لرزه ثبت شده در منطقه جنوبی جزیره از زمان بود.

### تأثیر
حداکثر شدت زمین‌لرزه در نولسک VII-VIII در مقیاس مدودف-شپونهوئر-کارنیک تعیین شد که خسارات به ساختمان‌ها شدید بود. این زمین‌لرزه در گورنوزاوودسک VI-VI و در خولمسک V-VI ثبت شد. در نولسک، خانه فرهنگ و چندین مدرسه آسیب دیدند. این زمین‌لرزه باعث قطع برق و آب در شهر شد. فروریختن جزئی خانه فرهنگ منجر به کشته شدن مدیر آن شد؛ یک نفر دیگر بر اثر حمله قلبی جان باخت، و دو نفر دیگر در بیمارستان جان باختند. دوازده نفر زخمی شدند، از جمله دو نفر که برای درمان با هواپیما به یوژنو-ساخالینسک منتقل شدند؛ ۸۰۰۰ نفر دیگر بی‌خانمان شدند. متخصصان پزشکی از مرکز پزشکی بلایای ساخالین نیز برای درمان مجروحان به شهر پرواز کردند. بسیاری از خانه‌ها ترک خوردند، سقف آنها آسیب دید و راه پله‌های آنها فرو ریخت. در گورنوزاوودسک، یک مدرسه شبانه‌روزی و ساختمان خدمات آب آسیب دیدند و دانش‌آموزان به چادرها منتقل شدند. تا ۳ سپتامبر، قرار بود ۲۵۰ ساختمان به دلیل شدت خسارات تخریب شوند و برخی از ساختمان‌ها فرو ریختند. الکساندر خوروشاوین، فرماندار ساخالین، خسارت را بیش از ۱۱ میلیارد روآن (۴۵۰ دلار آمریکا) تخمین زد. کار تخریب در ۶ اوت آغاز شد.

## سونامی
این زمین‌لرزه سه موج سونامی غیرمخرب در امتداد ساحل ساخالین ایجاد کرد که به‌طور غیرمعمولی برای بزرگی آن بزرگ بودند. هفت دقیقه پس از زمین‌لرزه اصلی، یک دستگاه اندازه‌گیری جزر و مد در بندر خلمسک افزایش سطح دریا و ۰٫۲ متر (۷٫۹ اینچ) را ثبت کرد. موج. در شهر، سطح دریا بیش از ۰٫۵ متر (۱ فوت ۸ اینچ) افزایش یافت، باعث شد قایق‌ها به آرامی بالا و پایین بروند. حداکثر ارتفاع سونامی به ۳٫۲ متر (۱۰ فوت) رسید در دهانه رودخانه آسانای، نزدیک روستای زاوتی ایلیچا در بخش شمالی شهرستان نولسکی. پیش از این مشاهدات، یک جزر و مد شدید در ساحل رخ داد. در دهانه رودخانه یاسنومورکا، سونامی ۱٫۸ متر (۵ فوت ۱۱ اینچ) بود. مشاهده سونامی بزرگ در اطراف ممکن است به دلیل بالا آمدن کف دریا با بالا آمدن اندازه‌گیری شده ۰٫۵–۱٫۵ متر (۱ فوت ۸ اینچ–۴ فوت ۱۱ اینچ) بوده باشد. در امتداد ۱۰ کیلومتر (۶٫۲ مایل) از خط ساحلی. A ۰٫۲ متر (۷٫۹ اینچ)موج در روموی، هوکایدو، ژاپن ۸۶ دقیقه پس از زمین‌لرزه ثبت شد و ۳۰ دقیقه پس از آن مشاهده، ۰٫۳ متر (۱ فوت ۰ اینچ)موج به واکانای برخورد کرد. آژانس هواشناسی ژاپن پس وقوع زمین‌لرزه به مدت سه ساعت هشدار سونامی صادر کرد.

## پاسخ
ده ساعت پس از زمین‌لرزه، تمام ۲۵۰۰۰ نفر از ساکنان نولسک به چادرها یا مراکز تخلیه منتقل شدند. بیش از ۶۰ امدادگر برای ایجاد سرپناه برای ساکنانی که خانه‌هایشان آسیب دیده بود، به نولسک رسیدند. دو مدرسه نیز به عنوان مراکز پناهندگی عمل کردند. توسط اداره اداری ساخالین وضعیت اضطراری اعلام شد. به دستور ولادیمیر پوتین، رئیس‌جمهور، سرگئی شویگو، وزیر موقعیت‌های اضطراری، برای کمک به بی‌خانمان‌ها از منطقه آسیب دیده بازدید کرد. حداقل ۸۳۴ پرسنل اورژانس و ۵۳ دستگاه در این عملیات اضطراری شرکت داشتند. به گفته شهردار شهر، ولادیمیر پاک، دولت‌های فدرال و منطقه‌ای بر روند بازسازی نظارت داشتند. ولادیمیر یاکوفلف، وزیر توسعه منطقه‌ای، هزینه کار بازسازی را ۴٫۵ تا ۵ میلیارد روآن (۱۸۴–۲۰۴ دلار آمریکا) تخمین زد.